# Недвед, Зденек
Зденек Не́двед (чеш. Zdeněk Nedvěd; 3 марта 1975, Кладно, Чехословакия) — бывший чешский хоккеист, выступавший на позиции правого нападающего. Воспитанник ХК «Кладно». Известен по выступлениям за клуб НХЛ «Торонто Мейпл Лифс».

## Карьера
Зденек Недвед родился в Кладно и является воспитанником местного клуба «Кладно». Уже в 17 лет он уехал за океан, выступал в Канаде. Два сезона провёл в НХЛ за «Торонто Мейпл Лифс». В 1998 году вернулся в Европу: играл в Чехии за пражскую «Спарту»., финские, немецкие клубы. Также играл в Норвегии, Корее, Словакии, Италии. Завершил карьеру в 2011 году.

## Достижения
Бронзовый призёр чемпионата Финляндии 2002

## Статистика
- Чешская экстралига — 62 игры, 16 очков (5+11)
- Чемпионат Германии — 111 игр, 60 очков (31+29)
- Чемпионат Финляндии — 207 игр, 128 очков (71+57)
- Чемпионат Словакии — 41 игра, 23 очка (12+11)
- НХЛ — 31 игра, 10 очков (4+6)
- АХЛ — 151 игра, 83 очка (34+49)
- ИХЛ — 19 игр, 11 очков (3+8)
- Хоккейная лига Онтарио — 166 игр, 253 очка (119+134)
- Азиатская лига — 73 игры, 92 очка (45+47)
- Чемпионат Норвегии — 29 игр, 22 очка (15+7)
- Чемпионат Италии — 14 игр, 15 очков (6+9)
- Чешская первая лига — 12 игр, 8 очков (3+5)
- Чешская третья лига — 7 игр, 7 очков (2+5)
- Евролига — 3 игры
- Всего за карьеру — 926 игр, 728 очков (350 шайб + 378 передач)

## Семья
Его отец, Зденек Недвед—старший (16.02.1945 г.р.) — бывший нападающий «Кладно», 4-кратный чемпион Чехословакии. Брат Роман Недвед также играл за «Кладно» с 1986 по 1991 год.